# Theodor Ritterspach
Theodor Ritterspach (* 27. Februar 1904 in Kirchheimbolanden; † 12. Mai 1999 ebenda) war von 1951 bis 1975 Richter des Bundesverfassungsgerichts.

## Leben
Ritterspach studierte Rechts- und Staatswissenschaften an der Universität München und legte beide Staatsexamina ab. Während seines Studiums war er Stipendiat der Stiftung Maximilianeum. 1930 trat er in den bayerischen Verwaltungsdienst ein, wirkte kurzzeitig bei der Regierung der Pfalz in Speyer, wechselte 1931 ins Bayerische Kultusministerium, wo er zum Regierungsrat aufstieg. Seit 1936 war er im Reichsfinanzministerium beschäftigt. Im Oktober 1946 kehrte Ritterspach ins bayerische Kultusministerium zurück, wo er seit 1948 als Ministerialrat tätig war. 1950 wechselte er ins Bundesministerium des Innern in Bonn, ebenfalls im Rang eines Ministerialrates.

## Richter des Bundesverfassungsgerichts
Am 6. September 1951 wurde Ritterspach vom Bundesrat in den ersten Senat des neu geschaffenen Bundesverfassungsgerichts gewählt. Die Wahl erfolgte damals auf acht Jahre mit möglicher Wiederwahl. Ritterspach wurde mehrfach wiedergewählt und trat erst am 8. November 1975 in den Ruhestand. Damit ist er nach Willi Geiger der am längsten amtierende Bundesverfassungsrichter in der Geschichte der Bundesrepublik. Er wirkte an vielen bedeutenden Entscheidungen seines Senates mit, darunter die Parteienverbote von SRP (1952) und KPD (1956). Der Zuständigkeitsverteilung im Gericht entsprechend lag Ritterspachs Wirksamkeit vor allem im Bereich der Rechtsprechung zu den Grundrechten. Hier sind das Apotheken-Urteil (1958), das Soraya-Urteil (1973) oder auch die erste Entscheidung zum Schwangerschaftsabbruch (1975) zu nennen. Herausragende rechtsgeschichtliche Bedeutung aber erlangte Ritterspach als Berichterstatter des Lüth-Urteils 1958, in dem die Grundrechte nicht mehr nur als Abwehrrechte gegen den Staat, sondern als objektive Wertordnung interpretiert wurden. Vielen Staatsrechtslehrern gilt dieses Urteil – positiv oder negativ bewertet – als bedeutendstes Urteil in der Geschichte des Bundesverfassungsgerichts.
1999 war er der letzte noch lebende Richter aus der Erstbesetzung des Gerichts von 1951.

## Ehrungen
Als er 68 war, wurde ihm das Große Bundesverdienstkreuz mit Stern und Schulterband verliehen. 1975 wurde ihm das Großkreuz des Verdienstordens der Italienischen Republik für seine Verdienste um das Verhältnis zwischen den Verfassungsgerichten Deutschlands und Italiens verliehen. 1986 wurde er Ehrendoktor der Universität Mainz.